# Overgangsrecht
Overgangsrecht regelt bij invoer van nieuwe rechtsregels of verandering van bestaande regels, hoe deze zich verhouden tot een bestaande rechtstoestand. Voorbeeld is de al dan niet toepasselijkheid van een nieuwe wet op een lopende overeenkomst of de afhandeling van een vergunningsaanvraag. In veel nieuwe wetgeving zijn zelf regels gegeven voor de behandeling van zogenaamde 'oude gevallen', maar er zijn ook algemenere regels voor wanneer dat niet is gebeurd.

## Mogelijkheden
Een bekende driedeling uit het Belgisch en Nederlands recht is die tussen retroactieve, onmiddellijke en eerbiedigende werking.
- Bij onmiddellijke werking vindt de rechtsregel vanaf zijn inwerkingtreding toepassing op bestaande én nieuwe situaties. Enkel verwezenlijkte rechtsgevolgen blijven dan onaangetast.
  - Soms voorziet de wetgever zóveel tijd tussen de uitvaardiging en de inwerkingtreding dat men eerder kan spreken van uitgestelde werking. Dit laat voldoende ruimte aan de rechtsverhoudingen om zich aan te passen en voorziet werking van de nieuwe regel zodra de vooropgestelde datum is bereikt.
- Bij eerbiedigende werking (van alle oude gevallen) treedt de nieuwe regel enkel in voege voor nieuwe situaties en worden de bestaande situaties verder beheerst door het oude recht tot ze een einde nemen. Dit kan met name aangewezen zijn om de economie van aangegane contracten niet te verstoren.
- Minder frequent is retroactieve werking, waarbij de nieuwe regel niet alleen wordt toegepast op bestaande situaties maar ook op verwezenlijkte rechtsgevolgen, die in extreme gevallen zelfs dateren van vóór de uitvaardiging van de regel. Het mag duidelijk zijn dat dit de rechtszekerheid in het gedrang brengt en slechts onder uitzonderlijke omstandigheden wordt toegelaten.

## België
Naar Belgisch recht is onmiddellijke werking de algemene regel. Voor contractuele verhoudingen geldt dit enkel wanneer de nieuwe regel van dwingend recht is. Gaat het daarentegen om een nieuwe regel van aanvullend recht, dan neemt men aan dat bestaande contractuele verhoudingen verder worden beheerst door het oude recht. Retroactieve werking is slechts mogelijk in uitzonderlijke gevallen.